# Argyrolepidia perisa
Argyrolepidia perisa är en fjärilsart som beskrevs av Jordan 1912. Argyrolepidia perisa ingår i släktet Argyrolepidia, och familjen nattflyn. Inga underarter finns listade i Catalogue of Life.